# George David Birkhoff
George David Birkhoff (n. 21 martie 1884 — d. 12 noiembrie 1944) a fost matematician american, unul dintre cei mai importanți ai epocii sale, cunoscut mai ales pentru teorema ergodică.
Matematicianul Garrett Birkhoff (1911 - 1996) a fost fiul său.

## Biografie
S-a născut în Overisel, Michigan, părinții săi fiind David Birkhoff și Jane Gertrude Droppers. Încă de tânăr manifestă reale înclinații către matematică, aducând primele sale contribuții în domeniul teoriei numerelor la doar 18 ani, după ce absolvise Lewis Institute (astăzi, Illinois Institute of Technology). În același an, 1902, intră la Universitatea Chicago, ca anul următor să fie admis la Harvard.
Se reîntoarce la Chicago pentru a-și pregăti doctoratul sub îndrumarea lui E. H. Moore și având ca punct de plecare scrierile lui Henri Poincaré.
În 1908 se căsătorește și devine tatăl a trei copii.
Este propus ca profesor la Harvard în 1919, iar în 1936 devine decan al Facultății de Științe.
De asemenea, a fost profesor și la Universitatea Cambridge, unde Gheorghe Vrânceanu a audiat cursurile sale.

## Opera

### Contribuții științifice
El a fost primul matematician american de anvergură cu studiile complete în America. Lucrările sale reliefează preocupări în domeniile analizei matematice (în special în domeniul ecuațiilor diferențiale), mecanicii statistice, teoriei relativității, teoriei gravitației, mecanicii fluidelor și geometriei.
În 1944 a dezvoltat teoria gravitonului.
Continuator al unor cercetări ale lui Henri Poincaré (1854-1912), cum a fost problema celor trei corpuri, a studiat teoria generală a sistemelor dinamice (1913) precizând noțiunea stabilității în câmpul real (1927) și demonstrând principiul ergodic (1931). Studiind unele probleme din mecanica fluidelor, a stabilit 15 noi paradoxuri apărute în acest domeniu.
A scris o disertație strălucită despre anumite ramuri ale dinamicii care privesc îndeosebi mecanica planetelor, domeniu inițiat în Franța de către Poicaré.
S-a ocupat de soluțiile ecuațiilor undelor.
A stabilit clase noi de mișcări (recurente, centrale) și a studiat condițiile aparițiilor acestora.
S-a folosit de metodele topologice și de teoria mulțimilor.
A caracterizat spațiul euclidian {\displaystyle {\mathcal {E}}^{3}\!} în clasa spațiilor metrice prin proprietăți geometrice, preluate din axiomele lui David Hilbert.
Birkhoff era pe deplin conștient de marea sa capacitate în domeniul matematicii și era hotărât să devină și să rămână primul matematician american în analiză. Era intolerant cu eventualii rivali, dar și mai intolerant cu rivalii evrei (de altfel, a fost acuzat și de antisemitism), însușiri pe care Norbert Wiener le-a constatat și le-a resimțit. Opera principală este considerată Dynamical systems (New York, 1927).

### Scrieri
- Basic Geometry, în care geometria elementară e bazată pe cinci axiome, șapte teoreme fundamentale, 19 alte teoreme, 7 locuri geometrice
- Lattice Theory (1948)
- Hydrodinamics (1950).

În 1965, Octav Onicescu a reluat studiul teoremelor ergodice ale lui Birkhoff și cele privind funcțiile-sumă.